# Желтореченские горячие источники
Желтореченские горячие источники — минеральные горячие источники в южной части полуострова Камчатка.
Находятся на правом берегу реки Жёлтой (бассейн реки Налычева) в 600 м от устья.
У подножия надпойменной террасы расположена термальная площадка размером 150×80 м. В её западной оконечности, в стенке углубления диаметром 6 м и глубиной 0,4 м, заполненной тёплой водой, выбивают несколько небольших грифонов с температурой 42 °C. Выделяются редкие пузырьки газа.
Суммарный дебит источников 5 л/с.